# Livio Isotti
Livio Isotti (* 29. Juni 1927 in Pesaro; † 19. September 1999 in Hamilton) war ein italienischer Radrennfahrer.

## Sportliche Laufbahn
Isotti war Straßenradsportler und Teilnehmer der Olympischen Sommerspiele 1948 in London. Im olympischen Straßenrennen kam er beim Sieg von José Beyaert als 20. ins Ziel. Die italienische Mannschaft kam mit Franco Fanti, Alfo Ferrari, Silvio Pedroni und Isotti in der Mannschaftswertung auf den 4. Rang. Auch bei den UCI-Straßen-Weltmeisterschaften war er am Start.
1949 gewann er das Rennen Giro delle Puglie e Lucania mit zwei Etappensiegen sowie die Coppa Burci. Von 1950 bis 1955 fuhr er als Unabhängiger und als Berufsfahrer. 1950 siegte er im Giro della Romagna vor Giorgio Albani. Während der Tour de France 1953 gewann er als Helfer von Fiorenzo Magni die 7. Etappe und kam als 42. des Endklassements in Paris an. Auch eine Etappe der Sizilien-Rundfahrt konnte er für sich entscheiden. Im Giro d’Italia 1952 wurde er 28., 1953 40., 1950 war er ausgeschieden. Sechsmal war er im Rennen Mailand–Sanremo am Start, konnte sich aber nie im Vorderfeld platzieren.

## Berufliches
In den 1960er Jahren zog Isotti nach Kanada, wo er einige Verwandte hatte und begann als Klempner zu arbeiten.